# Aufruhr in Damaskus
Aufruhr in Damaskus ist ein deutscher Abenteuerfilm aus dem Jahr 1939 mit antibritisch-propagandistischen Untertönen von Gustav Ucicky. Die Hauptrollen spielen Brigitte Horney und Joachim Gottschalk.

## Handlung
Der Film beginnt mit einer Texteinblendung und zitiert eine kurze Passage aus dem Buch Die sieben Säulen der Weisheit von Oberst Lawrence, genannt Lawrence von Arabien, in der dieser den Kampfesmut des deutschen Gegners in einer militärisch aussichtslosen Lage rühmt: „… hier zum ersten Mal wurde ich stolz auf den Feind …“
Man schreibt das Jahr 1918. Handlungsort und Kriegsschauplatz ist die Diaspora des allmählich auseinanderfallenden Osmanischen Reichs: die syrische Front nahe Damaskus, wo arabische Einheiten, unterstützt von britischen Militärs, gegen eine von einer versprengten deutschen Einheit tapfer gehaltene Festung anrennen. Unter der Führung von Hauptmann Schulz verteidigen die deutschen Männer, die diszipliniert und ohne Panik ihren verzweifelten Dienst im Nirgendwo verrichten, willensstark ihr Fort, den letzten Posten der Mittelmächte, gegen die arabischen Wüstenstämme. Doch allmählich geht den Soldaten unter Leitung des einarmigen Hauptmann Schulz und seines direkten Untergebenen, Leutnant Hans Keller, die Munition aus. Auch die Lebensmittel gehen zur Neige, und die telefonische Verbindung mit Damaskus ist unterbrochen. Daraufhin schickt Hauptmann Schulz Keller und Unteroffizier Kroll sowie drei weitere Männer mit einer Kamelkarawane nach Damaskus.
Unterwegs trifft der kleine deutsche Trupp auf die Deutsche Vera Niemayer, die soeben von einem Araber ihrer Karawane vom Kamel geschubst und in der Wüste ausgesetzt wurde. Vera wird von Keller aufgelesen und mitgenommen. Vera ist die einzige Überlebende eines arabischen Überfalls, bei dem auch ihr Vater getötet wurde, wie sie erzählt, und wurde anschließend von den Arabern verschleppt. Keller nimmt sie nach Damaskus mit. Auf einer Zugfahrt kommen sich die beiden allmählich näher und beginnen sich zu mögen. In Damaskus macht Hauptmann Lamberty Keller wenig Hoffnung auf die so dringend benötigte Lebensmittelversorgung. Um die Soldaten im Fort nicht verhungern zu lassen, muss Lamberty in den sauren Apfel beißen und den von ihm kurz zuvor schroff zurückgewiesenen arabischen Händler Moni um Mithilfe bitten. Derweil finden die fünf Deutschen in Damaskus erstmals ein wenig Zeit für Muße und Unterhaltung, nachdem Vera sicher untergebracht wurde. Die wiederum verbringt einen gemütlichen Abend mit Keller, den sie anschließend in ihren vier Wänden auch übernachten lässt. Während eines englischen Nachtangriffs auf Damaskus kommt es zwischen den beiden Liebesleuten zum Äußersten.
Am nächsten Morgen muss Leutnant Keller mit seinen Leuten wieder abreisen, und Vera beschließt, sich freiwillig als Krankenschwester dem deutschen Lazarett in Damaskus anzuschließen. Währenddessen wird die Lage in dem Fort immer verzweifelter. Gefreiter von Elmendonck erfährt aus einem Brief, dass nach seinen Brüdern und seiner Mutter auch sein Vater gestorben ist, gefallen an der Westfront. Keller ist derweil zurück im Fort und hat Waffen und Nahrungsmittel mitgebracht. Doch in der Zwischenzeit nähern sich von der einen Seite die Araber, von der anderen die Engländer. Hauptmann Schulz befiehlt Keller den Ausbruch; er und Funker Gerlach sollen sich als Araber verkleiden. Schulz wird sich mit seinen Männern ebenfalls absetzen, zerstört zuvor aber alles, was den Briten nicht in die Hände fallen soll. Keller und Schulz planen auf unterschiedlichen Routen nach Damaskus durchzubrechen. In der Zwischenzeit beginnt Vera im Lazarett die Verwundeten zu pflegen. Keller und Gerlach geraten an einen deutschen Stützpunkt, den Außenposten Hartung. Dort liegen überall tote deutsche Soldaten herum, die von den beiden Deutschen erst einmal in allen Ehren bestattet werden.
Unter Hauptmann Schulzens Führung schleppt sich die andere Karawane durch den Wüstensand. Auf dem Weg nach Damaskus stirbt mit dem Gefreiten von Elmendonck auch der Letzte seiner Familie. Bald wird das Wasser immer knapper. Auf der Suche nach dem kostbaren Nass hat der Trupp Glück und findet Wasser in einem Häuschen. In Damaskus werden derweil die letzten Deutschen mit dem Zug in Richtung Konstantinopel evakuiert, ehe die Briten und arabischen Freischärler in die Stadt einmarschieren. Keller und Gerlach erreichen, als Araber verkleidet, ebenso Damaskus wie Schulz und seine Karawane. Der Hauptmann wird dabei aus dem Hinterhalt von einem arabischen Schützen getötet. Nun bricht der Tumult in den Straßen aus: Die Araber haben sich auf den Dächern der Gebäude versteckt und attackieren die Deutschen von oben. Schulzens Trupp schlägt sich zur „deutschen Etappe“ durch, wo auch das Lazarett mit Vera untergebracht ist. Keller und Gerlach folgen, Hans und Vera sehen sich wieder. Sie bittet ihn eindringlich, endlich bei ihr zu bleiben, und erfindet sogar eine Notlüge, doch Keller hat von Hauptmann Lamberty einen neuen Befehl erhalten: Alle noch kampffähigen und nicht schwer verwundeten Soldaten sollen aus Damaskus herausgebracht werden, um nicht in britische Gefangenschaft zu geraten. Während die Deutschen wieder in die Wüste hinausziehen, marschieren britische Soldaten in die Stadt und schließlich auch in das deutsche Lazarett ein. In der letzten Einstellung des Films kann man in einer deutschen Zeitung lesen, dass Leutnant Keller mit seinen Männern die deutschen Linien in Aleppo erreicht habe.

## Produktionsnotizen
Aufruhr in Damaskus entstand mit den Außenaufnahmen ab dem 15. September bis Anfang Dezember 1938 hinein an Drehorten in Libyen (Wüstenaufnahmen) sowie auf dem Passagierschiff Habicht vor der libyschen Küste. Die Kampfszenen im Wüstenfort wurden auf dem Terra-Freigelände in Berlin hergestellt. Die Atelieraufnahmen, die ab dem 28. Dezember 1938 entstanden und Ende Januar 1939 fertig gestellt wurden, entstanden in der Ufastadt Babelsberg. Der Film wurde am 24. Februar 1939 in Leipzig uraufgeführt, die Berliner Premiere fand am 8. März 1939 im Capitol-Kino statt.
Der Film kostete rund 1.055.000 Millionen Reichsmark und erhielt die nationalsozialistischen Filmprädikate „staatspolitisch wertvoll“ und „künstlerisch wertvoll“.
Die Filmbauten erstellten Erich Czerwonski und Carl Böhm, um den Ton kümmerte sich Walter Rühland. Filmeditor Arnfried Heyne arbeitete hier als Ucickys Regieassistent. Die militärische Beratung lag in den Händen von Erich von Gomlicki.
Für den ägyptischen Darsteller Serag Monier, der seit 1937 in mehreren deutschen Filmen auftrat, war dies seine letzte deutsche Produktion. Er spielte einen arabischen Händler, der in Damaskus bei Hauptmann Lamberty um das Leben eines Arabers bittet, von diesem aber schroff zurückgewiesen wird. Nach Ende der Dreharbeiten kehrte Monier in sein Heimatland zurück.
Für Brigitte Horney und Joachim Gottschalk war dies die zweite Zusammenarbeit bei insgesamt vier gemeinsamen Filmen (Gottschalk drehte lediglich sieben Filme).

## Wissenswertes
Dass dieser Film – ganz im Sinne herrschender NS-Ideologie – das Hohelied auf die Tapferkeit und das deutsche Durchhaltevermögen selbst im Angesicht einer militärischen Niederlage feiern wollte, wurde vor allem nach Beginn des Zweiten Weltkriegs, als Großbritannien erneut Deutschlands Kriegsgegner wurde, selbst im befreundeten Ausland nicht wirklich verstanden. Als Aufruhr in Damaskus beispielsweise in Rumänien angelaufen war, meldete der deutsche Gesandte in Bukarest, Fabricius, am 17. November 1939 nach Berlin: „Eine Vorführung dieses Films hat propagandistisch verheerende Wirkung. Rumänen können es nicht verstehen, dass von deutscher Seite dieser Film gebracht wird …“

## Kritik
Boguslaw Drewniak sah in dem Film nach Ucickys NS-ideologischer Jeanne-d’Arc-Verfilmung Das Mädchen Johanna hier „wiederum ein politisches Werk.“ Auch filmportal.de verortete hier einen „NS-Film mit antibritischen Tendenzen.“

„Aufruhr in Damaskus hat ein offenes Ende. In der Logik des Films geht es um die Notwendigkeit, weiter zu kämpfen. Auch für das Publikum. In diesem Wirklichkeitsfilm ist für keine andere Realität als die nationalsozialistische Platz.“